# Kang Bong-chil
Kang Bong-chil (7 de novembro de 1943) é um ex-jogador de futebol norte-coreano, que atuava como meia.

## Carreora
Kang Bong-chil fez parte do histórico elenco da Seleção Norte-Coreana de Futebol, na Copa do Mundo de 1966.